# MuggleNet
MuggleNet es un sitio web en inglés de Harry Potter fundada por Emerson Spartz. El sitio está compuesto de noticias, editoriales, sinopsis de los libros y películas de Harry Potter, una enciclopedia de los libros, un cuarto de chat, un foro de discusión, y medios como capturas, tráiler de las películas y cubiertas de los libros. También hay una sección de fan fiction, y ocasionales concursos y encuestas. El 9 de agosto de 2005 se lanzó un pódcast denominado "MuggleCast", así como su propia línea de ropa, varitas de juguete y otra mercancía. Posteriormente, lanzó un libro de referencia de Harry Potter y las Reliquias de la Muerte, el libro final de la serie.

## Emerson Spartz
Emerson Spartz (nacido en el 17 de febrero de 1987, en LaPorte, Indiana) comenzó el sitio MuggleNet en 1999. 
En ese momento, él era un estudiante en casa de doce años. Actualmente, Spartz estudia empresariado en la Universidad de Notre Dame, con una graduación anticipada para mayo de 2009.
Spartz ha admitido que "no es el fan [de Harry Potter] que solía ser" y ve su rol como el de "más que un administrador", supervisando a un gran equipo de miembros del personal.

## Relaciones corporativas y con la autora
MuggleNet se beneficia de relaciones amistosas con la escritora J. K. Rowling, la autora de la serie de Harry Potter, y la productora de las películas. Ella ha alabado a MuggleNet en su sitio de Internet y la ha premiado con su "Fan Site Award".
Rowling relata en su sitio de Internet que ella ocasionalmente visita el sitio y a veces lee los comentarios dejados por los visitantes, aunque nunca ha comentado ella misma. La autora también afirma que visitó el cuarto de chat del sitio y que fue desairada cuando se unió anónimamente a una conversación de teorías sobre Harry Potter.
En julio de 2005, Rowling invitó a Spartz y a Melissa Anelli, de The Leaky Cauldron, para Edinburgo, Escocia para una entrevista en su hogar sobre el lanzamiento de Harry Potter y el misterio del príncipe. Una trascripción de esta entrevista fue colocada en MuggleNet.
Warner Brothers, los productores de las películas de Harry Potter, regularmente envían a MuggleNet capturas tomadas de los films a estrenarse. El estudio también ha provisto al personal de MuggleNet con vistas avanzadas de diseños oficiales de su sitio web, así como incluido a miembros del personal en videoconferencias discutiendo el nuevo Parque Temático de Harry Potter en los Universal Studios Florida.

## Pódcast
MuggleNet produce un podcast titulado "MuggleCast". El primer episodio fue lanzado el 7 de agosto de 2005. El programa presenta discusiones sobre los libros y películas y una sección de correos de voz donde los oyentes envían preguntas grabadas al panel. Después de dos días en la red, MuggleCast se convirtió en el sexto podcast más bajado en los Estados Unidos. En el 14 de agosto, alcanzó la posición número uno. En julio de 2007, MuggleCast logró obtener el puesto número uno nuevamente y aun otra vez en marzo de 2008. 
Se pueden encontrar transcripciones de los programas en el sitio de MuggleNet, usualmente colocadas unas semanas después de la transmisión del episodio original. Andrew Sims, Jamie Lawrence, Laura Thompson, Eric Scull, Ben Schoen, Kevin Steck, Micah Tannenbaum, y ocasionalmente Mikey "B" Bouchereau son anfitriones en el programa. Matt Britton también se ha unido a los anfitriones regulares en podcast recientes. Varios de los coanfitriones, junto con Emerson Spartz, se fueron de tour con la banda de Wizard rock The Remus Lupins para celebrar el lanzamiento de Harry Potter y las Reliquias de la Muerte en el verano boreal de 2007, y presentaron podcast en vivo en varios sitios. MuggleCast anunció en el 18 de diciembre de 2007 que el episodio 140, cuya fecha de transmisión se estimaba para alrededor del 6 de abril de 2008, será el último episodio regular del podcast. En podcast posteriores, Andrew dijo que es probable que suceda más tarde de lo esperado, debido a que quieren terminar la sección de "capítulo por capítulo" antes de detener el podcast.

## MuggleNet Interactive
MuggleNet Interactivo (con frecuencia acortado a MNI) es un sitio web derivado de MuggleNet que consiste en foros de Internet. Es una comunidad de juegos de rol, donde los fanes imaginan que viven el mundo de Harry Potter como magos o brujas.
El sitio fue originalmente formando de un “test de personalidad” hecho en 2000, que fue luego mejorado y adaptado para la versión completa del sitio. Eventualmente evolucionó a su fase “anaranjada”, con secciones para el Quidditch (incluyendo un juego), la herramienta de "Lockhart's Matchmaker" y foros. 
Fue en un rediseño mayor en 2002. Muchas nuevas secciones fueron agregadas, tales como el Callejón Diagon, un Juego de Duelo, y Gringotts, donde usuarios pueden acceder a una bóveda personal que contiene sus galeones en el sitio. También había numerosos “secretos” escondidos en el sitio. Los secretos consistían a menudo en pistas crípticas, y se encontraban en distintos escenarios. Este sitio se convirtió en una parte de Mugglenet en 2002. Un nuevo y mejorado sitio debutó en julio de 2007. El sitio tiene un sistema monetario que consiste en "galeones". Actualmente, hay once sitios secretos. Recientemente la sección Pregúntale a Snape ha regresado, junto con un nuevo sistema para ganar "Galeones" basado en calificaciones de las clases.
El sitio ofrece clases de Hogwarts tales como Transformaciones y Defensa Contra las Artes Oscuras. Otro aspecto del sitio son las pruebas.
Mensajes personales pueden ser enviados de un usuario a otro después de haber comprado una lechuza. Dependiendo de cuánto espacio de bandeja de entrada una lechuza permite al usuario tener, el precio varía de 6 a 110 galeones. Recientemente, el fénix ha sido agregado al Callejón Diagon, permitiendo al usuario mandar mensajes ilimitados y guardar 750 en su bandeja de entrada al pesado precio de 500 galeones.
En los últimos meses, el sitio ha ofrecido una Copa de las Casas, para las cuatro diferentes casas compitan por ella. El Torneo de las Tres Casas un torneo de Quidditch por casa y concursos paralelos para que los miembros del personal ayuden a los “estudiantes” a ganar puntos para las casas a las que pertenecen.
Recientemente el sitio ha presentado una Capa de Invisibilidad que los miembros pueden comprar. Luego de la compra, por mil galeones, el usuario tiene la habilidad de visitar las otras tres casas sin haber sido sorteado en ellas.